# Светислав Мандић
Светислав Мандић (Мостар, 8. март 1921 — Београд, 4. октобар 2003) био је српски песник, конзерватор и сликар кописта фресака.

## Биографија
У родном месту завршио је основну школу и гимназију (1939) а Академију ликовних уметности у Београду 1950. Свој радни век провео је у Заводу за заштиту споменика културе Србије и у Галерији фресака у Београду. Био је члан Савета Завода за заштиту споменика културе града Београда од његовог оснивања 1960. године. Био је и уредник у издавачким кућама „Ново покољење“, „Југославија“ и „Туристичка штампа“.
Поезијом је почео да се бави још у гимназијским данима, потом као студент, објављујући у листовима и часописима. У време док је радио на конзервацији и копијама фресака интензивно се бавио проучавањем српске средњовековне културе и прошлости, оставивши за собом низ стручних радова из ове области.

## Дела

### Поезија
- Двојица (заједно са Велимиром Ковачевићем, погинулим 1941), Мостар, 1940.
- Кад млидијах живети, младалачка елегија, „Ново поколење“, Београд, 1952.
- Милосно доба, „Просвета“, Београд 1960.
- Песме, избор Николе Кољевића, „Веселин Маслеша“, Сарајево, 1990.
- Звездара и друге песме, Српска књижевна задруга, Београд, 1995.
- Токе од месечине: поезија и есеји Светислава Мандића. Избор: Саша Шмуља и Андреја Марић. Бањалука: Центар за српске студије, 2019.

### Књиге студија (историја, историја уметности, конзервација, фрескопис)
- Омладина у борби за културу. Београд: Ново поколење, 1948.
- Древник, записи конзерватора, „Слово љубве“, Београд, 1975.
- Црте и резе, фрагменти старог именика,"Слово љубве“, Београд, 1981.
- Розета на Ресави, плетеније словеса о Раваници и Манасији, „Багдала“, Крушевац, 1986.
- Велика господа све српске земље и други просопографски прилози, Српска књижевна задруга, Београд ,1986.
- Царски чин Стефана Немање, чињенице и претпоставке о српском средњовековљу, Српска књижевна задруга, Београд, 1990.

### Књиге туризмолошких студија и туристичких водича
- Beograd. Beograd: Turistička štampa, 1964.
- Les portraits sur les fresques. Beograd: "Jugoslavija", 1966.
- Beograd koji volim. Beograd: Turistička štampa, 1980.
- Милешева. Београд: Туристичка штампа; Пријепоље: Управа манастира Милешева, 1990.
- Манастир Милешева. Пријепоље: Управа Манастира Милешеве, 2004.

## Награде и одликовања
- Орден Светог Саве првог реда
- Награда „Милорад Панић Суреп”
- Награда „Златни прстен Багдале”, 1989.
- Награда „Милан Ракић”, за књигу Звездара и друге песме, 1996.